# Monkeys!¡
『Monkeys!¡』（モンキーズ）は2021年10月29日に発売された18禁恋愛アドベンチャーゲームである。アダルトゲームブランドであるHARUKAZEにより制作された。
物語の舞台は、ヤンキーが通う男子校とお嬢様が通う女子校である。男子校の番長を務める主人公が、同校の廃校回避のため女子校に女装して通い、協力者を増やし廃校を回避するというのが物語の大筋である。
2021年の美少女ゲーム売上ランキングでは9位であった。2021年の美少女ゲーム人気投票では、『Getchu.com』・『BugBug』の集計で、総合部門やシナリオ部門で最高3位に選ばれた。『萌えゲーアワード』では、イノベーション賞を受賞した。

## ゲームシステム
本作は恋愛アドベンチャーゲームであり、主人公の視点から紡がれる文章をプレイヤーは読み進めていく。文章は小説のように地の文と会話文から構成される。ゲームを進めていくことでプレイヤーは特別なCGを閲覧できる。本作にはCGやBGMを鑑賞できる機能が搭載されており、ゲームを1回以上クリアするとこの機能を使用出来るようになる。
本作は選んだ選択肢により異なった結末に向かって物語が進むゲームである。ゲームを進めていくとある時点でゲームが中断し、選択肢が表示される。選んだ選択肢によって物語の道筋（以下ルート）が変わり、ある特定の結末に物語が進む。本作の物語には主に4つのルートがあり、それぞれの物語で1人の少女の話が展開する。全ての物語を読むには、プレイヤーはゲームを複数回やり直し、違う選択肢を選んで違うルートに進む必要がある。 

## あらすじ

### 共通ルート
主人公・浮木々 猿吉（うきき さるよし）は、ヤンキーが集う男子校・雑木林東男子に通う少年で、同校の番長を務めている。実母は既に他界しており、義父と義妹と共に暮らしている。ある日猿吉は、雑木林東男子が廃校になるという噂を聞く。廃校を回避するため、猿吉は近隣の女子高・硝子ノ宮女子との共学化を目指す。
猿吉が硝子ノ宮女子のお嬢様である月島 カラス（つきしま カラス）という少女に共学化を懇願すると、カラスは猿吉に、女装して硝子ノ宮女子に通い、お嬢様たちの信頼を得て共学化を目指すよう勧める。猿吉はカラスの協力を得て女装し、ジュリアという名で硝子ノ宮女子に通い始める。なお以下の記述では、猿吉が男装のまま他の登場人物と接した場面では「猿吉」と、女装で接した場面では「ジュリア」と記す。

### 登場人物
メインキャラクターとして、主人公の猿吉のほか、4人のヒロインとなる月島カラス・霧灯 ユキ（むとう ユキ）・硝子ノ宮 硝子（がらすのみや がらす）・メバチが登場する。各ヒロインの詳細は、各個別ルートのあらすじで述べる。 他にもサブキャラクターとして、メバチの友人であるぐっぴーや、猿吉の友人である置田などが登場する。

### 霧灯ユキルート
霧灯ユキは硝子ノ宮女子の演劇部に所属する少女で、男装をしている。母子家庭であるが、母親との関係は冷え切っている。ジュリアはそんなユキと共に、実は経営が危うい硝子ノ宮女子のコスト削減に動き出す。学園のパンフレットのコスト削減の一環で表紙を飾ったジュリアは、その容姿から学園外で有名になる。一方、猿吉は男子としてユキと会い、雑木林東男子のパンフレットの改善について相談する。
硝子ノ宮女子の面々は創立祭の準備を進めていく。ユキの母がジュリアのファンになった影響で、ユキは久しぶりに母娘で会話をし、関係が改善していく。創立祭当日、一般客が集まり過ぎて混乱が生じるも、雑木林東男子の面々が手伝い混乱を乗り越えていく。ユキは創立祭でジュリアと共に公演を行い、その後ジュリアに告白をする。ジュリアは自身の正体を明かそうとするも、それを察したユキに止められる。後に、ユキは猿吉の家に訪れ告白の返事を迫り、猿吉とユキは付き合い始める。
創立祭を手伝ったことで、雑木林東男子は評価され、共学化について話し合われていく。また、人気が出たことでジュリアは芸能活動を始める。これには、ジュリアのファンであり病弱な、ユキの母を励ますという思いもあった。ユキはジュリアのマネージャーを務めることとなる。ジュリアに芸能活動の仕事が続々と来る後日談が語られ、霧灯ユキルートは幕を閉じる。

### 硝子ノ宮硝子ルート
硝子ノ宮硝子は硝子ノ宮女子に通う、名家のお嬢様である。両親は死去しており、叔父夫婦に育てられている。物語開始時点では、叔父の決めた婚約者がいる。硝子は共学化に反対の立場であり、共学化を検討する条件として、猿吉に雑木林東男子の代表として硝子ノ宮女子に通わせ、その振る舞いを見ることとなる。
一方、硝子は婚約者に誘われ、ジュリアと共に社交界に参加する。ジュリアはその容姿から、硝子の婚約者の友人に目を付けられ、薬を盛られてしまう。その後の礼を失した婚約者の態度に腹を立て、硝子は婚約者の頬を張る。このとき、硝子が婚約者に侮辱されたのを見て、ジュリアは声を挙げる。このことで、ジュリアが猿吉であることが硝子に知れてしまう。
その後、ジュリアは硝子が学園を辞めようとしていることを聞く。硝子の叔父は、上記婚約者とは別の資産家に硝子を嫁がせようとしていた。金のことしか考えない叔父のもとから猿吉は硝子を連れ去り、二人は恋人として同棲を始める。猿吉は改めて共学化に向けて動き始める。試験的に1クラスを共学化することになり、後日談として共学化した後の日常が描かれ、硝子ノ宮硝子ルートは幕を閉じる。

### メバチルート
メバチは硝子ノ宮女子の夜学に通う少女である。二重人格であり、粗暴な性格だが母親代わりのアイという人格を持つ。メバチは共学化の検討のため、硝子ノ宮女子を代表して雑木林東男子の調査をすることになる。そんな折に、硝子ノ宮女子内でボヤ騒ぎが生じる。現場からメバチの眼帯が見付かりボヤ騒ぎを起こした犯人とされたことで、メバチは退学を促される。猿吉はメバチを家に匿い、かつ、雑木林東男子の調査も兼ねて同校に通わせる。やがてボヤ騒ぎの真犯人が見付かり、メバチは硝子ノ宮女子に再び通うことになる。
メバチの秘められた生い立ちが明かされる。メバチは過去に親の母国へ住んでいたが紛争が起き、その最中に両親は暴徒に殺害され、メバチの住んでいた家も燃やされたという。孤児となったメバチは修道院に引き取られたが、そのころから頭の中で声が聞こえ始め、後にアイという人格が現れたという。やがてメバチは修道院を出て、紛争地域で傭兵として生きてきたという。
メバチは穏やかな生活を送るにつれ心が健康になり、アイ曰く、メバチかアイのどちらかの人格が死ぬことになるという。後にアイの人格は死に、それを悲しんだメバチは、周囲にはアイとして振る舞うようになる。しかし猿吉には、残った人格はメバチであると見破られる。後にメバチは、アイからのメッセージ動画を発見し、アイからの母親代わりのコメントを見る。こうしてメバチルートは幕を閉じる。

### 月島カラスルート
月島カラスは硝子ノ宮女子に通う、名家のお嬢様である。猿吉及び彼の扮するジュリアはカラスと共に、ユキや雑木林東男子と協力して創立祭を成功に導き、硝子を叔父から救い出し、ボヤ騒ぎの犯人と疑われたメバチを救う。これにより、1クラスだけ試験的に共学化が始まる。一方、雑木林東男子内では、共学化のため喧嘩禁止の御触れが出る。しかし同校では、喧嘩は伝統だとして、猿吉の前の番長を筆頭に反対者が現れる。拳で語れという趣旨を述べる前番長に対し、猿吉は一度だけ喧嘩をすることを決め、カラスにもそう約束する。その後、猿吉は前番長との戦いで勝利し、前番長は喧嘩禁止の方針に賛同する。
共学化を目指す猿吉に協力していくうち、カラスは猿吉に惹かれていく。喧嘩禁止の騒動の中、カラスは猿吉とデートし彼に告白をする。しかし、亡くなった実母が性に奔放な女性だと誤解していた猿吉は、女性に忌避感を抱いていたのだった。後に猿吉は当時を知る義父から、実母は猿吉のために影でキャッチボールを練習するような、家族愛に満ちた女性であったと聞き誤解であったことを悟る。その後、猿吉はカラスからの告白に対し返事をし、二人は付き合い始める。
猿吉はある夜、男女の諍いに仲裁に入ったところ、激情した男性に頭を殴られ意識が戻らなくなる。このとき猿吉は、喧嘩禁止を律儀に守り、無抵抗のまま暴行を受け続けたのだった。後にカラスと雑木林東男子の面々は、猿吉に暴力を働いた犯人へ復讐しようとする。そこに、意識を取り戻した猿吉がジュリアに扮して現れ、復讐を止める。犯人は逮捕され、また、共学化が進んだ後日談が語られ、月島カラスルートは幕を閉じる。

## 制作

### スタッフ・キャスト
| 役名         | 声優名       |
| ------------ | ------------ |
| 浮木々猿吉   | 沢澤砂羽     |
| 月島カラス   | 美天羽礼     |
| 霧灯ユキ     | ゆずはちみつ |
| 硝子ノ宮硝子 | HIKARI       |
| メバチ       | 原ぽぽ子     |
| ぐっぴー     | 朝乃りの     |
| 置田         | 積季シュガ   |

『Monkeys!¡』はアダルトゲームブランドであるHARUKAZEによって制作された。企画・脚本は「はと」が手掛け、キャラクターデザインはcakeが手掛けた。アートディレクターはCHProductionが担当した。キャストは表「キャスト」の通り。音楽関係のスタッフは音楽節の通り。

### 企画・テーマ
企画が始まったのは、同スタッフによる『マルコと銀河竜』（2020年2月28日発売）後の、2020年10月頃である。同作で学んだことを活かしたいという思いと、コントのような作品を作り出したいという思いから、本作の企画が始まった。内容は「男と女は分かり合えるのか」という疑問から出発し、そこから「男子校と女子高が一緒になったらどうなるのか」という疑問につながり、本作の企画に至ったという。企画当初は、主人公が女装して女子校に潜入するという設定では無かったが、詳細を詰めていくなかで、美少女ゲームの一つのジャンルとなっている、女装して女子高に潜入するという設定になっていったという。作品のテーマは、「男女の相互理解」である。

### コマ割り表現
はとは、今は長い文章を読む時代ではないという見解を持っており、過去作『マルコと銀河竜』の企画・シナリオを手掛けた頃から、文字を殆ど読まずとも伝わるような作品を制作したいと考えていた。このため『マルコと銀河竜』の特典コンテンツには、漫画のコマ割りのような表現が採用されている。このとき手応えを感じたため、本作でもコマ割り表現が採用されているという。はとは、アクションシーン等の動きがあるシーンや、表情の移り変わりなどを表現するのに、コマ割り表現が役に立つと語る。また、自分の作風はセリフを中心とした展開だとし、通常のイラストの他にコマ割りのイラストを載せることで、普段以上にテンポ良く読みやすくなっていると語る。

### キャラクターデザイン
キャラクターデザインには、『マルコと銀河竜』で原画レイアウトを手掛けたcakeが起用された。はとによれば、構図が綺麗で画面の使い方がとても上手いこと、デザイン面で魅力的なものを描けるということが起用の理由である。また、衣装もきちんとデザインできること、スタッフの誰かがアイディアを出すとそれをデザインに落とし込めること、自発的に提案をすることも人物評として挙げ、デザイン発でシナリオに組み込んだ設定もあるという。主人公・ヒロインのキャラクターデザインの詳細は次の通り。
浮木々猿吉は猿のようなイメージかつ好物のバナナが似合いそうな感じを目指しデザインされた。髪型は、不良であるが男女どちらからも好かれそうなデザインを目指し制作されており、髪色はオレンジと黒のツートンカラーになっている。猿吉の女装姿であるジュリアは、お淑やか過ぎないようにしつつ、髪色は主人公感を出すために赤色が選ばれた。
月島カラスはオーソドックスな黒髪清楚なお嬢様という設定で、はとが書いたテキストをもとに、cakeがデザインを膨らませていった。目の色は黄色が主体で、目尻はツリ目だが親しみを持てるように少し縦長にデザインされた。全体はミステリアスな魔女っぽさを意識してデザインされ、イヤリングや小物も、魔女っぽさの演出のため蝶がデザインに加えられた。また、カラスという名前のため、黒髪とゴスロリが似合うデザインにしたとcakeは語る。
霧灯ユキは演劇部の男装の麗人という設定のため、女性らしい恰好はせず、制服はパンツスタイルとなっている。デザイン当初は、目が髪の毛で隠れていたり、乗馬服を着ていたり、ステッキを持っていたりというデザイン案もあったという。どこまで女性らしさを残すかが一番の課題であり、最終的には良い具合に中性的に仕上げられたとcakeは語る。
硝子ノ宮硝子は学園でも一番のお嬢様かつ生徒会長という設定で、見た目も派手でお嬢様らしくデザインされた。礼儀作法に厳しいキャラクターではあるが、スカートは短めとなっている。cakeは髪の毛を描くのに苦労したといい、髪型は複雑な曲線を描き、蝶の髪飾りを付けている。
メバチは硝子ノ宮女子の夜間部に通うという設定で、着崩した制服の上からパーカーを羽織り、眼帯をしている。デザインに際しcakeが眼帯や傷絆創膏など好きなものを描いていたところ、眼帯をする設定がシナリオに付け加えられたという。髪の毛は短く、髪色は赤とシルバーのグラデーションで変化が付けられている。cakeによれば、迷いもなくデザインが出来上がったキャラクターだという。

### 音楽
作中ではBGMや歌唱曲が流れる。BGMはPomi・小菅こんにゃく・RE-D・森リーモ慎之介・AHが制作した。歌唱曲の曲名・スタッフについては以下の通り。
| #  | タイトル                            | 作詞 | 作曲           | 歌唱     |
| -- | ----------------------------------- | ---- | -------------- | -------- |
| 1. | 「明日を漁れ」(Opening Theme)       | はと | 小菅こんにゃく | 日南めい |
| 2. | 「地獄かよって思う」(Featured Song) | はと | 小菅こんにゃく | 日南めい |
| 3. | 「君のいない朝」(Featured Song)     | Pomi | Pomi           | Kirin    |

## 反響

### 売上
『Monkeys!¡』は、発売月（2021年10月）の売上ランキングにおいて、『BugBug』・『Getchu.com』・『メガストア』による集計すべてで1位を獲得した。翌月（2021年11月）の売上ランキングでは、『メガストア』・『Getchu.com』による集計でそれぞれ9位・15位、『BugBug』による集計でランキング圏外であった。2021年の美少女ゲーム年間売上ランキングでは『Getchu.com』による集計で9位を獲得した。なお、上記ランキングにおいて具体的な販売本数は掲載されていない。

### 人気投票
| 部門名       | Getchu.com | 萌えゲー アワード | BugBug    |
| ------------ | ---------- | ----------------- | --------- |
| 総合         | 5位/20位   | 圏外/1位          | 3位/20位  |
| シナリオ     | 3位/10位   | 圏外/1位          | 5位/10位  |
| グラフィック | 圏外/10位  | 圏外/1位          | 部門無し  |
| 音楽         | 8位/10位   | 圏外/1位          | 圏外/10位 |
| システム     | 圏外/10位  | 部門無し          | 圏外/10位 |
| ヴォイス     | 部門無し   | 部門無し          | 7位/10位  |
| ムービー     | 7位/10位   | 圏外/1位          | 部門無し  |
| エッチ       | 圏外/10位  | 圏外/1位          | 圏外/20位 |

2022年には、2021年に発売された美少女ゲームを対象とする人気投票が、『Getchu.com』・『萌えゲーアワード』・『BugBug』の主催でそれぞれ行われた。キャラクター部門以外の結果を表「2021年発売の美少女ゲーム人気投票」に示す。キャラクター部門においては、月島カラスが『Getchu.com』・『BugBug』の両方で6位に、浮木々猿吉が『BugBug』にて9位に選ばれた。
『萌えゲーアワード』では、イノベーション賞を受賞した。そのほか、大賞・サウンド賞・エロゲ屋さん賞・ムービー賞にもノミネートされたが、受賞には至っていない。

### 批評・講評
本作について、『BugBug』2022年1月号のミル・マスカク（以下ミル）による批評、『萌えゲー.net』による批評、『BugBug』2022年4月号の人気投票企画における編集部の講評を紹介する。

#### シナリオ
主人公が女装をして女子校に通う展開についてミルは、コメディを得意とするはとのシナリオらしく、スピーディーな掛け合いで非常に楽しくテンポ良く進められると評した。ミルは特に印象的な点として掛け合いの面白さを挙げ、猿吉とカラス、メバチとぐっぴーの組み合わせがお気に入りだと述べた。作中ではボケ役とツッコミ役は決まっておらず、その時正気な人物がツッコミを入れるという形式であるが、ミルはこの掛け合いが一生見ていられるとの感想を綴った。また、本作では家族愛もテーマになっていると指摘し、特に猿吉と母親のエピソードが良かったとミルは述べた。『BugBug』編集部は同誌の人気投票企画において、2021年のシナリオ部門では、コメディを得意とするはとによる本作を含め、人気シナリオライターが手掛けた作品が上位を占めたと講評した。

#### コマ割り表現
ミルは、コマ割り表現が本作の最大の特徴であると述べ、一つの画面で一連の流れが分かり、また、絵柄がコミカルで面白いと指摘した。仮に集中力が切れ文章を十分に読めない状況でも、何が起きているか分かるこの表現は発明的だと評した。また、漫画的な表現だがセリフは吹き出し形式ではないことに対し、独特の手法でありボイスとの相乗効果が高いと述べた。

#### キャラクター
浮木々猿吉についてミルは、馬鹿であるが良い奴のため、鼻につかない主人公だと述べた。月島カラスについてミルは、厭世的だがノリは良く、彼女が笑うと嬉しくなるとの感想を綴った。『BugBug』編集部は月島カラスに対し、どこか陰があり達観しているが、親密になると意外にも鋭いツッコミをしてくれるキャラクターであると述べた。

#### 総評
ミルは、キャラクター同士の掛け合いの面白さという強みを、演出・グラフィック・キャストの演技等で強化しており、面白さの瞬発力が強く、エンターテインメントとして非常に優れていると評した。『萌えゲー.net』による批評では、テキストの軽妙さ・予想不可能な展開・洗練されたBGM・漫画を思わせるような画像演出など、優れたコンテンツを作り上げる才能とセンスを強く感じさせられる作品だと評した。『BugBug』編集部は、はとによる笑いも泣きもあるシナリオのほか、コマ割りのような演出など意欲的な手法が盛り込まれており、上質なエンターテインメント作品だと評した。